# Labarum

Labarum z chrystogramem

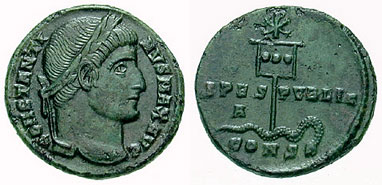
Moneta Konstantyna z jego labarum godzącym w węża

Labarum – główny sztandar wojsk rzymskich (w formie vexillum) w okresie późnego cesarstwa.  
Czworokątna purpurowa chorągiew imperium ze złotymi frędzlami zawieszona na poprzecznej belce, na której pierwotnie osadzony był orzeł (symbol Jowisza), a później chrystogram Chi Rho. Wprowadzona za panowania Konstantyna Wielkiego.
Według przekazu Euzebiusza z Cezarei przed bitwą przy moście Mulwijskim (28 października 312) Konstantyn miał wizję, która pozwoliła mu odnieść zwycięstwo. Koło południa miał ujrzeć na niebie świetlisty krzyż, a pod nim napis po grecku (ἐν) τούτῳ νίκα – „Z tym zwyciężysz”. Znany bardziej w tłumaczeniu łacińskim In hoc signo vinces – „W tym znaku zwyciężysz”. Następnej nocy we śnie Chrystus nakazał mu użyć znaku krzyża przeciwko jego wrogom. Euzebiusz następnie opisuje labarum ze znakiem Chi Rho. Konstantyn jako pierwszy cesarz przeszedł na chrześcijaństwo. Zakończył politykę prześladowań chrześcijan i w 313 wydał edykt mediolański, proklamując swobodę wyznawania tej religii.